# 미하일 체호프

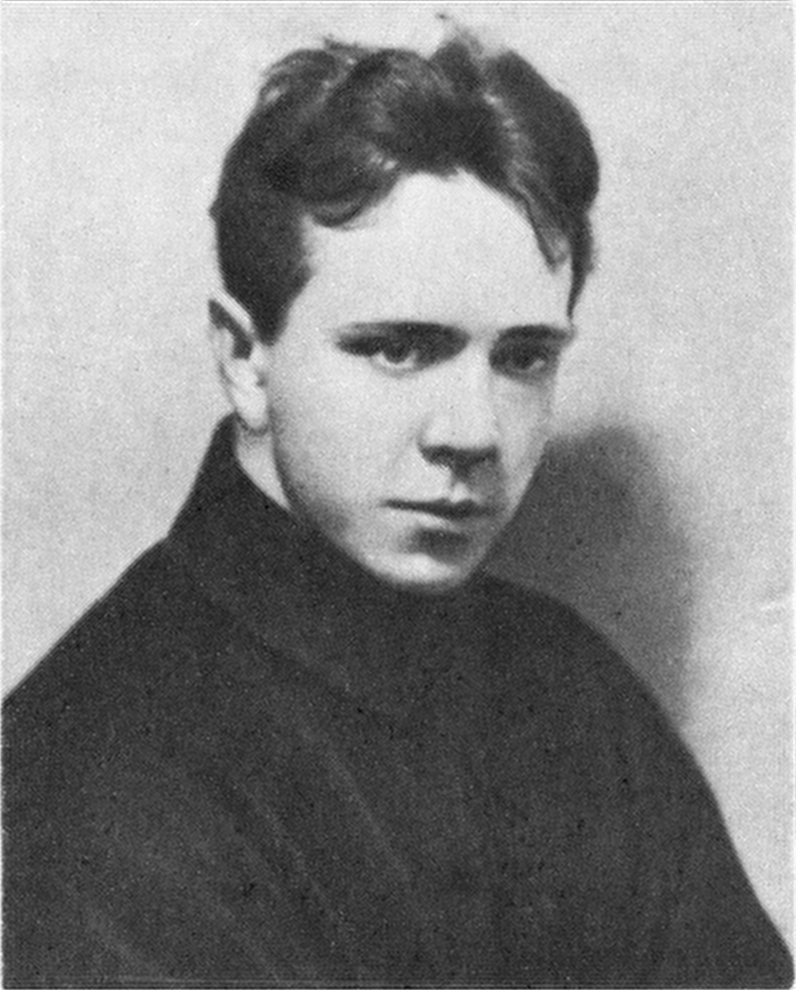
1910년대의 모습

미하일 체호프(Михаил Чехов, 본명: 미하일 알렉산드로비치 체호프, Михаил Александрович Чехов, 1891년 8월 29일 ∼ 1955년 9월 30일)는 러시아계 미국 배우, 감독, 저자이다.
미하일 체호프는 러시아의 배우이자 연출가이며, 20세기 배우 연기술의 발전에서 중요한 메소드 중 하나를 확립한 이론가이기도 하다. 그는 러시아의 작가 안톤 체호프의 조카로서, 철학자이며 발명가이기도 했던 아버지와 작가인 삼촌으로부터 다양한 재능을 물려받았다.
어려서부터 상상력이 풍부했던 미하일 체호프는 1907년 알렉세이 수보린 연극 학교에 들어갔고, 1912년 안톤 체호프의 아내이자 모스크바 예술극장의 주연 배우였던 올가 크니페르ᐨ체호바의 추천으로 모스크바 예술극장에 입단했다. 모스크바 예술극장 제1스튜디오에서 미하일 체호프는 스타니슬랍스키를 비롯하여 술레르지츠키 등 훌륭한 스승을 만나 큰 영향을 받았는데, 무엇보다도 그의 연극 인생에서 매우 큰 자리를 차지하고 있는 연출가 바흐탄고프를 만나, 그의 제자이자 동료이자 친구로서 그가 암으로 일찍 세상을 뜰 때까지 깊은 예술적 교감을 나눈다.
미하일 체호프는 체험과 정서 기억으로부터 출발하는 배우 연기술의 위험성과 한계성을 느끼고, 배우의 개인적 삶과 현실을 넘어서는 창조적 원동력을 탐구했다. 그 결과 그는 역할 창조 과정에서 배우의 작업 영역을 무의식과 영적인 차원으로 확장시킨다. 스스로 자신의 연기론을 ‘영감의 연기’로 설명하는 미하일 체호프는, 스타니슬랍스키식의 체험과 정서 기억으로부터 탈피하여 상상력과 직관을 중요한 창조적 원천으로 삼았다. 상상력, 이미지, 심리적 제스처, 상상의 신체와 중심 등 그의 연기론의 중요한 개념은, 현대 연극과 배우 예술에 객관적이고 과학적으로 접근할 수 있는 초감각적 세계의 차원을 부여한 것이다.